# Patrick Geryl
Patrick Geryl (1956- ) ex-auxiliar de laboratório belga e proponente do Fenômeno 2012.
Geryl predizia o final da civilização devido a bombardeamentos de erupções solares e inversão dos pólos terrestres, fechando seu ciclo no final de 2012 em livros como: "Cataclisma Mundial em 2012" e "Como Sobreviver a 2012".
As previsões não se concretizaram. O site de Patrick Geryl na Internet não foi atualizado após o dia 21 de dezembro e o autor caiu em descrédito.